# Yinka Shonibare
Yinka Shonibare (Londen, 9 augustus 1962) is een Brits-Nigeriaanse kunstenaar. In zijn werk onderzoekt Yinka Shonibare de culturele identiteit en het post-kolonialisme binnen de hedendaagse context van de globalisering. Dit doet hij in de vorm van schilderkunst, beeldhouwkunst, fotografie, installatiekunst en later ook film en performance. Hierbij gebruikt hij vaak felgekleurde batikstoffen.
Yinka Shonibare werd geboren in Londen in 1962. Toen hij drie jaar oud was, verhuisde het gezin naar Lagos in Nigeria, waar zijn vader als advocaat werkte. Op zijn zeventiende keerde hij terug naar Groot-Brittannië om zijn studie af te maken. Vervolgens studeerde hij aan de Wimbledon School of Art. Na drie weken werd echter transversale myelitis geconstateerd, waardoor één kant van zijn lichaam werd verlamd. Na zijn revalidatie volgde hij kunstopleidingen. Eerst aan de  Byam Shaw School of Art) en daarna aan het Goldsmiths College, onderdeel van de Universiteit van Londen. Hier studeerde hij af als onderdeel van de Young British Artists-generatie. Na zijn studies werkte Shonibare voor Shape Arts, een organisatie die kunst toegankelijk maakt voor mensen met een handicap. Vanwege de eenzijdige verlamming van zijn lichaam, maakt Shonibare bij het maken van zijn werk tegenwoordig gebruik van assistenten.

## Afrikaanse authenticiteit
In zijn studietijd voelde hij zich betrokken bij de politiek. Als eerste werk maakte hij een stuk dat te maken had met de Russische perestrojka. Door de vraag van een van zijn leraren waarom hij geen authentieke Afrikaanse kunst maakte, ging hij op zoek naar die Afrikaanse authenticiteit. Afrikaanse maskers en rituele voorwerpen pasten niet bij zijn gevoel van zijn eigen moderne Afrikaanse leven. In de Londense wijk Brixton voelde hij zich aangetrokken tot een winkel die Afrikaanse stoffen verkocht. Die Afrikaans aandoende stoffen bleken evenwel gemaakt in Nederland. De oorspronkelijk Indonesische motieven hadden dus als stof een soort handelsroute over de wereld gemaakt. Dit Dutch Wax bestaat uit Afrikaanse patronen en design dat wordt gemaakt en ontworpen in Nederland door het bedrijf Vlisco in Helmond. De machinaal gemaakte Indonesische batikstoffen waren bedoeld voor de Indonesische markt, maar bleken vooral populair in West-Afrika. De handelsroute van het textiel stond voor Shonibare symbool voor kolonialisme, migratie en Afrikaanse identiteit. Shonibare zag dat als een metafoor voor het bestaan van Afrikaanse mensen. Hij onderzoekt in het bijzonder de complexiteit van de relatie tussen Afrika en Europa in hun economische en politieke geschiedenis. Vaak gebruikt hij dan ook Afrikaanse stoffen om zijn maatschappijkritische commentaar te verpakken. Zijn werken bevatten veel uitbundige kleuren, humor en fantasie om op een luchtige manier sociale kwesties aan te kaarten. Met zijn werken spreekt hij zich op een lichte wijze uit als filosoof en activist.

## Werk
Een van zijn eerste werken met stoffen was Double Dutch in 1994. Het bestond uit vele beschilderde rechthoekige afbeeldingen die gebaseerd waren op de in Nederland gemaakte batikstoffen. In de stijl van deze stoffen zou hij in de negentiger jaren in Londen blijven werken. Op een van zijn tentoonstellingen werd zijn werk aangekocht door Charles Saatchi, een verzamelaar van hedendaagse kunst. Shonibare hield zich sindsdien bezig met de vraagstukken van kolonialisme naast die van ras en klasse. Hij voelde zich aangetrokken tot het gedachtegoed van William Morris die geloofde in een egalitaire maatschappij. Kunst dient in de ogen van Shonibare dan ook voor iedereen bereikbaar te zijn. Een deel van zijn studio is daarom ingericht voor veelbelovende kunstenaars om hun werk te tonen. In zijn werk William Morris Family Album plukte hij dan ook gewone mensen van de straat om foto's uit het familiealbum van Morris te reconstrueren. Hij verving daarbij meerdere personen op de foto door hedendaagse mensen uit diverse culturen in Afrikaanse kleding.
Een bezoek aan het Victoria en Albert Museum met veel victoriaanse kostuums leidde tot zijn fotoserie Diary of a Victorian Dandy in de Londense metro. De benodigde aristocratische kleding maakte hij van Afrikaanse stoffen. Vaak liet hij in zijn objecten de hoofden van de beelden weg om de figuren los te zien van individualiteit of ras. De onthoofding was tevens een knipoog naar de Franse revolutie waar de aristocratie werd onthoofd met de guillotine. Zijn werk Black Gold en Flower Cloud gaan over de oliewinning in Nigeria die het milieu heeft aangetast en de kloof tussen arm en rijk heeft vergroot. Het thema klimaatverandering beeldde hij uit door Griekse goden, gekleed in Afrikaanse textiel, met een wereldbol als hoofd. 

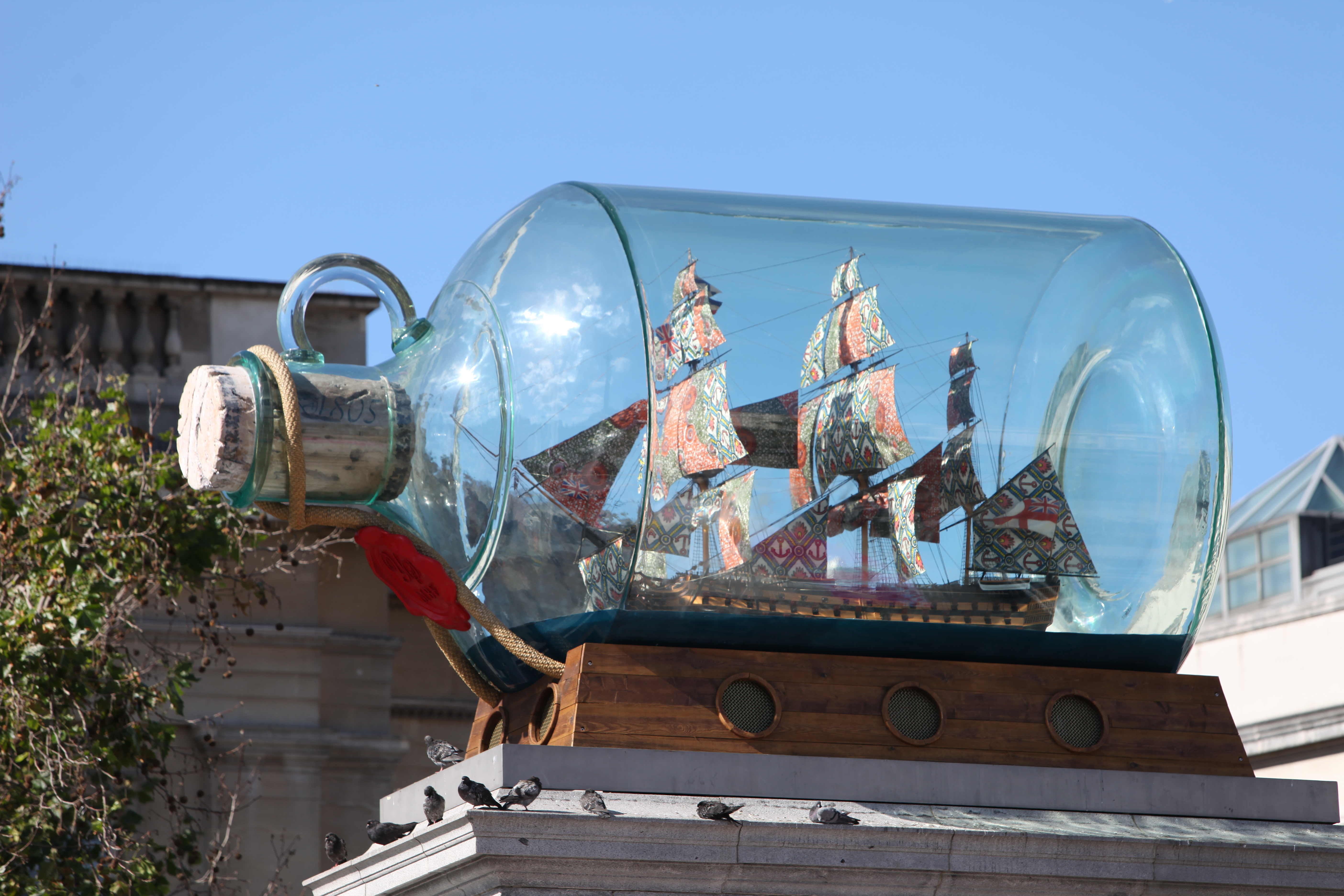
Nelson's Ship in a Bottle (1962) in Londen

In 2010 verscheen zijn werk Nelson's Ship in the Bottle in de openbare ruimte van Trafalgar Square. Het slagschip HMS Victory van admiraal Nelson, die de slag bij Trafalgar won, had zeilen die gemaakt zijn van Afrikaanse stoffen. Door het schip in een fles te stoppen kreeg het de uitstraling van souvenir uit de tijd van het Britse Rijk. De fles stond tot 2012 op Trafalgar Square in Londen. Het behoort sindsdien tot de collectie van de National Maritime Museum in Greenwich. De laatste jaren is hij erg bezig met het milieu. Op 3 december 2016 werd een van zijn Wind Sculpture-stukken geplaatst in de voorkant van het Smithsonian National Museum of African Art in Washington DC.

## Erkenning
In 1998 won hij voor zijn hele oeuvre de prestigieuze Paul Hamlyn Award. Dit stelde hem financieel in staat om zich helemaal aan de kunst te wijden. Shonibare wordt gerekend tot de Young British Artists. In 2004 was hij winnaar van de Turner Prize. In 2005 kreeg hij de titel Orde van het Britse Rijk (MBE). 
In 2010 ontving Shonibare een eredoctoraat van de Royal College of Art. In 2013 werd hij gekozen tot Royal Academician van de Koninklijke Academie van Kunsten.

## Tentoonstellingen (selectie)

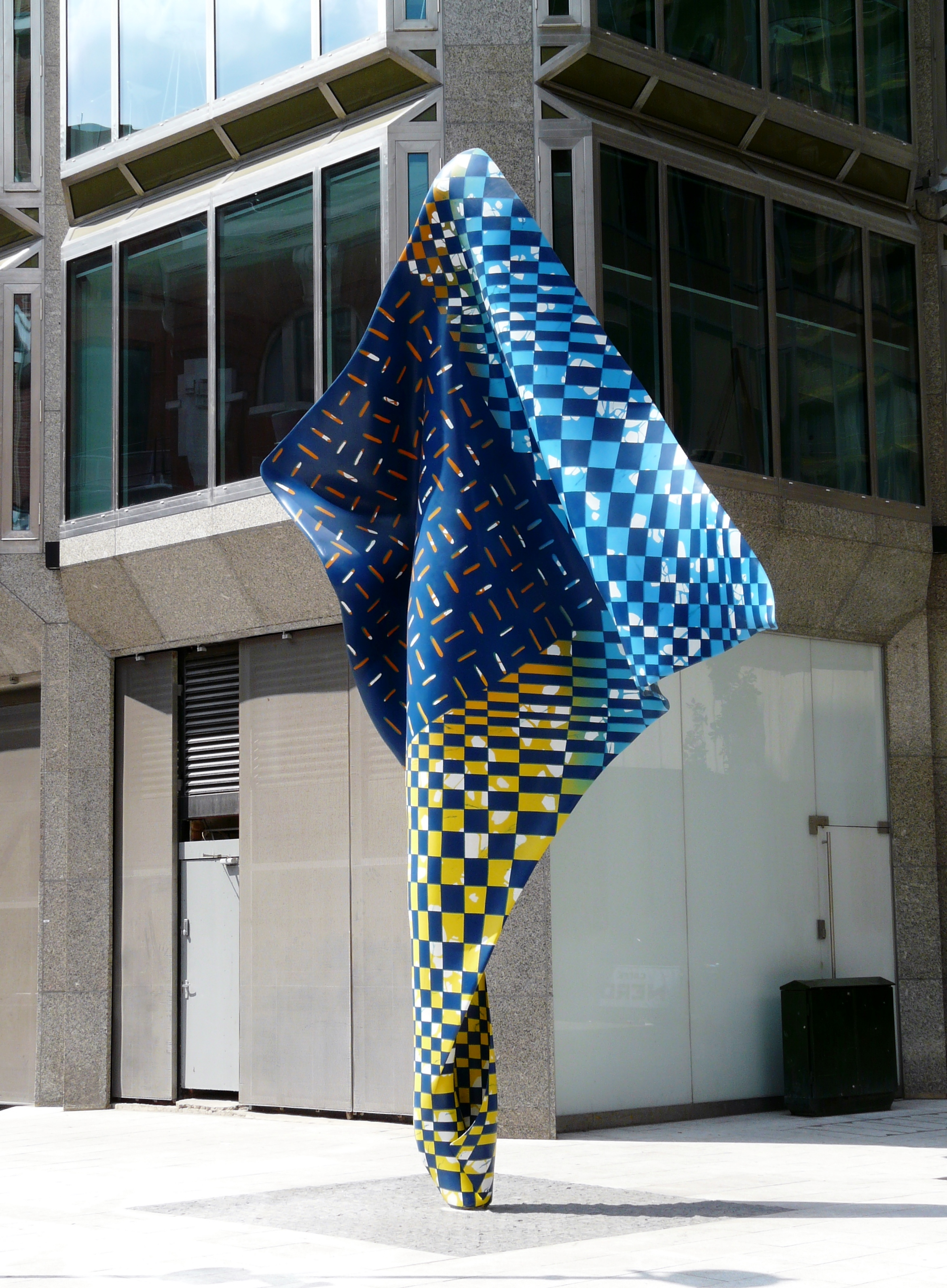
Wind Sculpture (2014) in Londen

- 2021 Yinka Shonibare CBE. End of Empire, Museum der Moderne, Salzburg, Oostenrijk
- 2016-2017 Yinka Shonibare MBE – Paradise Beyond, gemeentemuseum Helmond[3]
- 2016 Rage of the ballet Gods – over klimaatverandering[4]
- 2014 Wilderness into a garden, Daegu Art Museum, Daegu, Korea[5]
- 2013 Wind Sculpture 1, Yorkshire Sculpture Park[6]
- 2010–2012 Nelson's Ship in a Bottle, Londen, Trafalgar Square
- 2009 Brooklyn Museum, New York[7]
- 2005 Lady on Unicycle – een victoriaanse dame in knickerbockers[8]
- 2004 Un Ballo in Maschera (Een gemaskerd bal) – zijn eerste film, die de moord op koning Gustav III van Zweden uitbeeldt in de vorm van dans[9]
- 2002 Gallantry and Criminal Conversation – een installatie met een opgehangen koets, houten kisten en 18 hoofdenloze 18e-eeuwse figuren[10]
- 2001 The Three Graces – drie levensgrote vrouwenbeelden zonder hoofd. Hun victoriaanse kleding werd gemaakt in een Afrikaanse fabriek[11]
- 2001 The Swing (after Fragonard) – levensgrote creatie van het model Fragonard gekleed in Afrikaanse stof[12]
- 2001 Dorian Gray – zwart-witfoto's als Oscar Wilde's Dorian Gray[13]
- 1998 Diary of a Victorian Dandy – fototentoonstelling[14]
- 1997 Cha Cha Cha – een paar vrouwenschoenen uit 1950 is bekleed met stof en ingekapseld in een perspex kubus[15]
- 1997 Sensation – groepstentoonstelling uit de persoonlijke collectie van Charles Saatchi (Shonibare had twee jurken in victoriaanse stijl)[16]
- 1994 Double Dutch – kleine beschilderde rechthoekjes op een schokkend roze muur

- Bibsys: 99058069
- Bibliothèque nationale de France: cb14452255r (data)
- CiNii: DA19286055
- Gemeinsame Normdatei: 124663168
- International Standard Name Identifier: 0000 0000 7842 3581
- Library of Congress Control Number: no2002053039
- Bibliotheek van het Japanse parlement: 001324525
- National Gallery of Victoria: 15181
- Nationale Bibliotheek van Tsjechië: jo2002104852
- Nationale Bibliotheek van Israël: 987007268004005171
- Nederlandse Thesaurus van Auteursnamen: 262492504
- PIC: 287342
- RKD-Nederlands Instituut voor Kunstgeschiedenis: 135054
- SNAC: w6xs5zcj
- Système universitaire de documentation: 07949319X
- Union List of Artist Names: 500057413
- Virtual International Authority File: 84135698